# Efraín Orona
Efraín Orona Zavala (Chihuahua, Chihuahua; 22 de febrero de 1999) es un futbolista mexicano  que se desempeña en la posición de defensa en el Club Puebla de la Primera División de México.

## Trayectoria
Desde 2012 formó parte de las categorías menores del Club de Fútbol Pachuca, teniendo incluso actividad con la filial de Tercera División: Alto Rendimiento Tuzo. Debutó en copa el 31 de julio de 2018, entrando de cambio por Elbis Sousa en una victoria por 2-0 contra Santos Laguna.
En primera división debutó el 13 de abril de 2019, entrando de cambio por Oscar Murillo en la victoria por 9-2 contra los Tiburones Rojos de Veracruz.
A pesar de estar frecuentemente en las convocatorias del primer equipo, nunca tuvo mucha actividad, por lo que para el Apertura 2021 se incorpora al Atlético de San Luis. Donde no empezó siendo titular, pero tras la llegada de Andre Jardine al conjunto potosino empezó a tener más actividad.
En junio de 2022 se anunció su llegada al Mazatlán FC donde solo duró uno año, el 5 de junio de 2023 llega al Club Puebla, equipo con el cual firmó un contrato hasta el verano de 2026.

## Estadísticas
| Club                   | Season        | League        | League | League | Cup  | Cup   | Continental | Continental | Other | Other | Total | Total |
| Club                   | Season        | Division      | Apps   | Goals  | Apps | Goals | Apps        | Goals       | Apps  | Goals | Apps  | Goals |
| ---------------------- | ------------- | ------------- | ------ | ------ | ---- | ----- | ----------- | ----------- | ----- | ----- | ----- | ----- |
| Club de Fútbol Pachuca | 2018–19       | Liga MX       | 2      | 0      | 7    | 0     | –           | –           | –     | –     | 9     | 0     |
| Club de Fútbol Pachuca | 2019–20       | Liga MX       | 4      | 0      | 8    | 1     | –           | –           | –     | –     | 12    | 1     |
| Club de Fútbol Pachuca | 2020–21       | Liga MX       | 13     | 0      | –    | –     | –           | –           | –     | –     | 13    | 0     |
| Club de Fútbol Pachuca | Total         | Total         | 19     | 0      | 15   | 1     | 0           | 0           | 0     | 0     | 34    | 1     |
| Atlético de San Luis   | 2021–22       | Liga MX       | 16     | 1      | –    | –     | –           | –           | –     | –     | 16    | 1     |
| Mazatlán Fútbol Club   | 2022–23       | Liga MX       | 18     | 0      | –    | –     | –           | –           | –     | –     | 18    | 0     |
| Club Puebla            | 2023–24       | Liga MX       | 0      | 0      | –    | –     | –           | –           | –     | –     | 0     | 0     |
| Carrera total          | Carrera total | Carrera total | 53     | 1      | 15   | 1     | 0           | 0           | 0     | 0     | 68    | 2     |

### Clubes
| Club                      | País   | Año             |
| ------------------------- | ------ | --------------- |
| Club de Fútbol Pachuca    | México | 2012 - 2021     |
| Club Atlético de San Luis | México | 2021 - 2022     |
| Mazatlán Fútbol Club      | México | 2022 - 2023     |
| Club Puebla               | México | 2023 - presente |